# Tallbacka församlingshus
Tallbacka församlingshus (finska: Mäntynummen seurakuntatalo) är ett församlingshem i Lojo i det finländska landskapet Nyland. Byggnaden som ägs av Lojo församling är ritad av Pirkko Ilonen och Arvi Ilonen. Tallbacka församlingshus uppfördes år 1975.
Mellan 2005 och 2006 sanerades Tallbacka församlingshus enligt ritningar av arkitekt Yrjö J. Warvas. I byggnaden finns en församlingssal, ett kök, diakonmottagning samt utrymme för hobbyverksamheter. Församlingshuset uthyrs av Lojo församling för olika evenemang.